# Montégut (Gers)
Pour les articles homonymes, voir Montégut.
Montégut (Montagut en gascon) est une commune française située dans le centre du département du Gers, en région Occitanie. Sur le plan historique et culturel, la commune est dans le Pays d'Auch, un territoire céréalier et viticole qui s'est également constitué en pays au sens aménagement du territoire en 2003.
Exposée à un climat océanique altéré, elle est drainée par l'Arçon, le ruisseau de Larroussagnet et par divers autres petits cours d'eau. La commune possède un patrimoine naturel remarquable composé de quatre zones naturelles d'intérêt écologique, faunistique et floristique.
Montégut est une commune rurale qui compte 588 habitants en 2022, après avoir connu une forte hausse de la population depuis 1962. Elle fait partie de l'aire d'attraction d'Auch. Ses habitants sont appelés les Montégutois ou  Montégutoises.

## Géographie

### Localisation
Montégut est une commune de Gascogne située dans l'aire d'attraction d'Auch, à 2 km à l'est d'Auch sur l'Arçon, dans un site de coteaux escarpés et boisés.

### Communes limitrophes
Les communes limitrophes sont  Auch, Fréchède, Lahitte, Leboulin, Lussan, Marsan et Pessan.
| Leboulin | Lahitte  |        |
| Auch     | Montégut | Marsan |
|          | Pessan   | Lussan |

### Géologie et relief
Montégut se situe en zone de sismicité 1 (sismicité très faible).

### Hydrographie

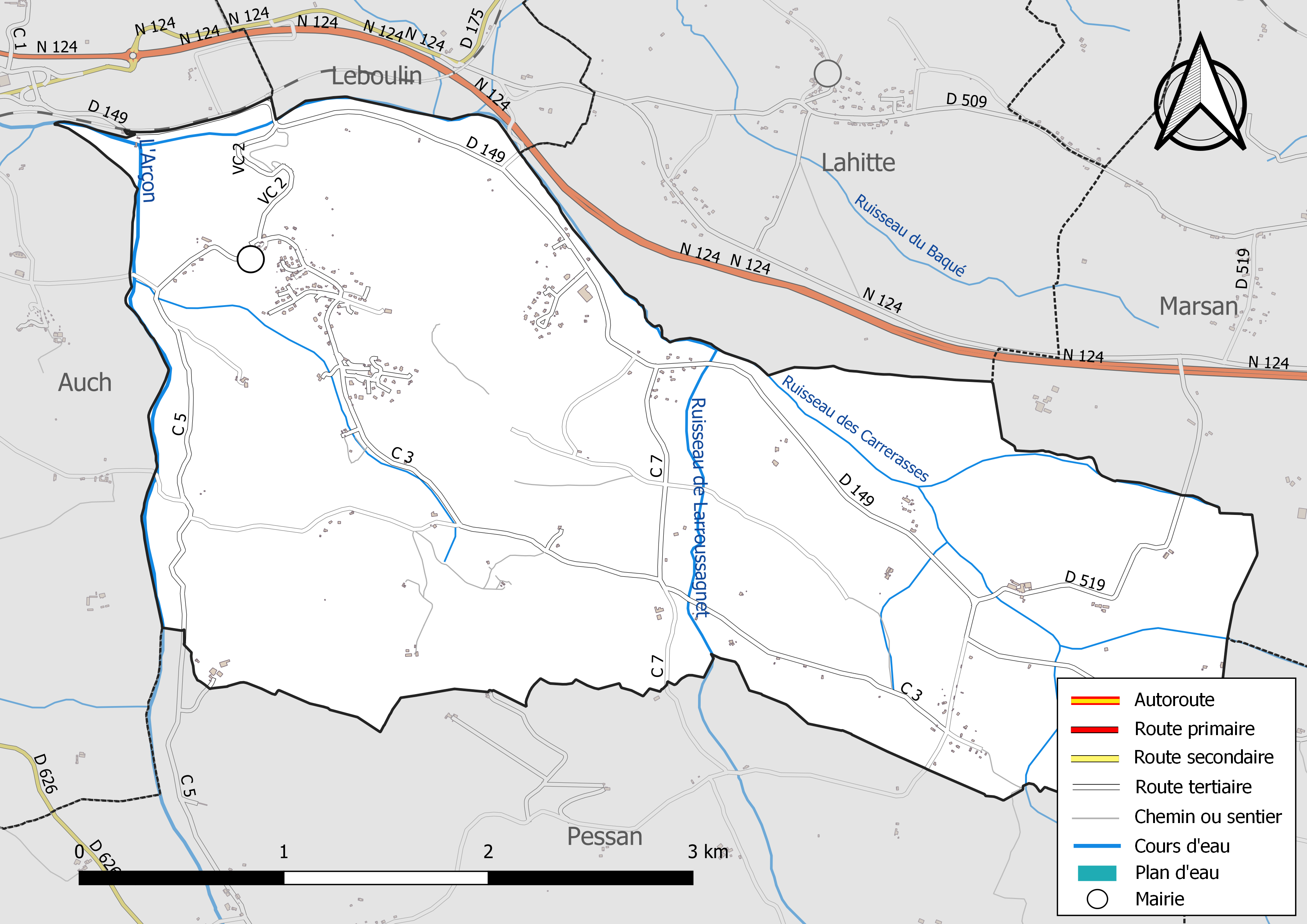
Réseaux hydrographique et routier de Montégut.

La commune est dans le bassin de la Garonne, au sein du bassin hydrographique Adour-Garonne. Elle est drainée par l'Arçon, le ruisseau de Larroussagnet, le ruisseau des Carrerasses et par divers petits cours d'eau, qui constituent un réseau hydrographique de 15 km de longueur totale,.
L'Arçon, d'une longueur totale de 18,1 km, prend sa source dans la commune d'Auterive et s'écoule vers le nord. Il traverse la commune et se jette dans le Gers à Preignan, après avoir traversé 8 communes.

### Climat
Pour des articles plus généraux, voir Climat de l'Occitanie et Climat du Gers.
En 2010, le climat de la commune est de type climat océanique altéré, selon une étude s'appuyant sur une série de données couvrant la période 1971-2000. En 2020, Météo-France publie une typologie des climats de la France métropolitaine dans laquelle la commune est toujours exposée à un climat océanique altéré et est dans la région climatique Aquitaine, Gascogne, caractérisée par une pluviométrie abondante au printemps, modérée en automne, un faible ensoleillement au printemps, un été chaud (19,5 °C), des vents faibles, des brouillards fréquents en automne et en hiver et des orages fréquents en été (15 à 20 jours).
Pour la période 1971-2000, la température annuelle moyenne est de 12,9 °C, avec une amplitude thermique annuelle de 15,5 °C. Le cumul annuel moyen de précipitations est de 777 mm, avec 9,9 jours de précipitations en janvier et 6,3 jours en juillet. Pour la période 1991-2020, la température moyenne annuelle observée sur la station météorologique la plus proche, située sur la commune d'Auch à 5 km à vol d'oiseau, est de 13,5 °C et le cumul annuel moyen de précipitations est de 695,8 mm,. Pour l'avenir, les paramètres climatiques de la commune estimés pour 2050 selon différents scénarios d'émission de gaz à effet de serre sont consultables sur un site dédié publié par Météo-France en novembre 2022.

### Milieux naturels et biodiversité
L’inventaire des zones naturelles d'intérêt écologique, faunistique et floristique (ZNIEFF) a pour objectif de réaliser une couverture des zones les plus intéressantes sur le plan écologique, essentiellement dans la perspective d’améliorer la connaissance du patrimoine naturel national et de fournir aux différents décideurs un outil d’aide à la prise en compte de l’environnement dans l’aménagement du territoire.
Trois ZNIEFF de type 1 sont recensées sur la commune :
- les « coteaux de Montégut » (90 ha), couvrant 2 communes du département[13] ;
- les « landes de Hounsorbes » (11 ha), couvrant 2 communes du département[14] ;
- les « landes d'En Gaston-Rochelieu et bois d'Emparage » (86 ha), couvrant 2 communes du département[15] ;

et une ZNIEFF de type 2, : 
les « coteaux du Gers d'Aries-Espénan à Auch » (13 191 ha), couvrant 31 communes dont 28 dans le Gers et trois dans les Hautes-Pyrénées.

Carte des ZNIEFF de type 1 et 2 à Montégut.
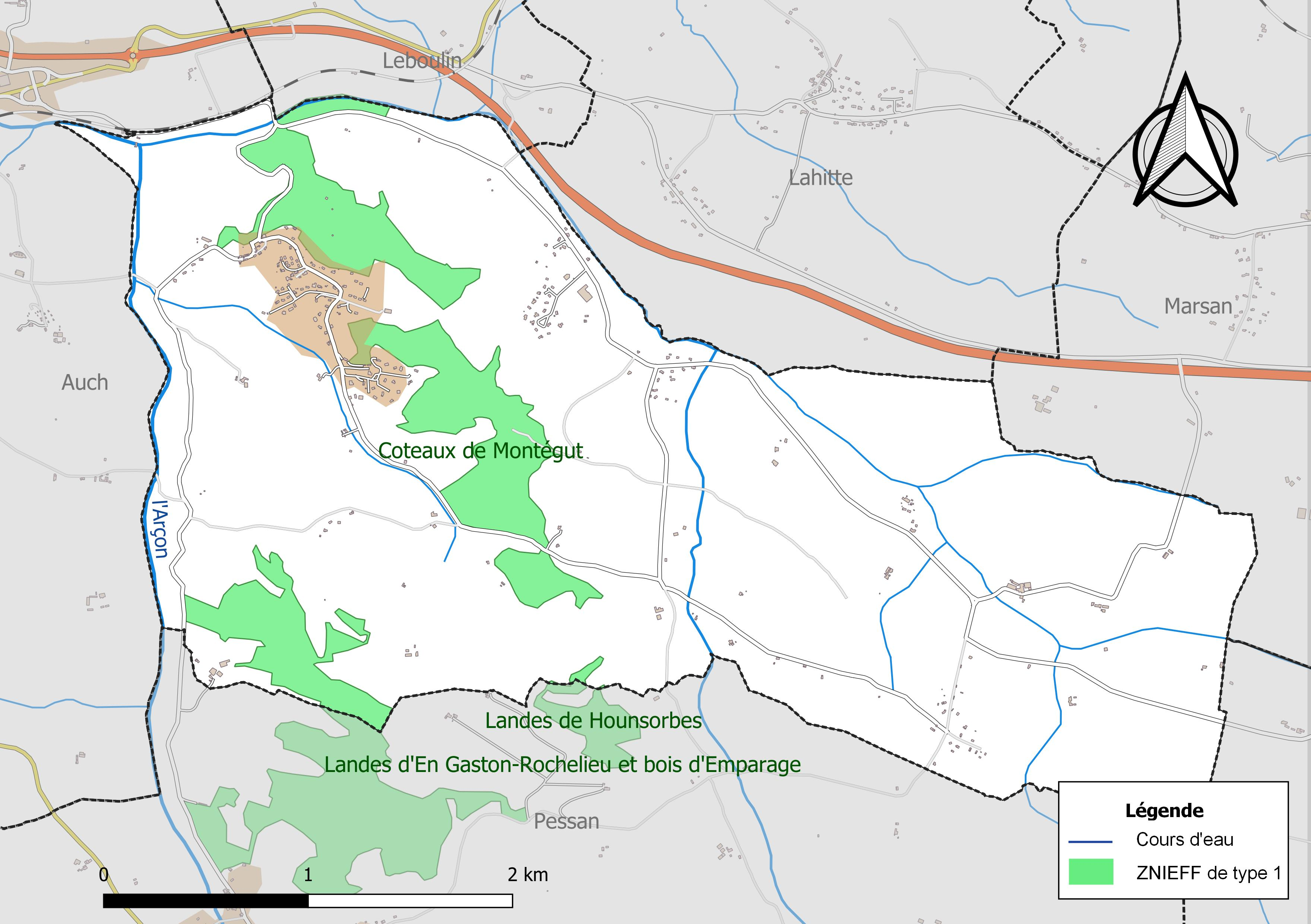
Carte des ZNIEFF de type 1 sur la commune.
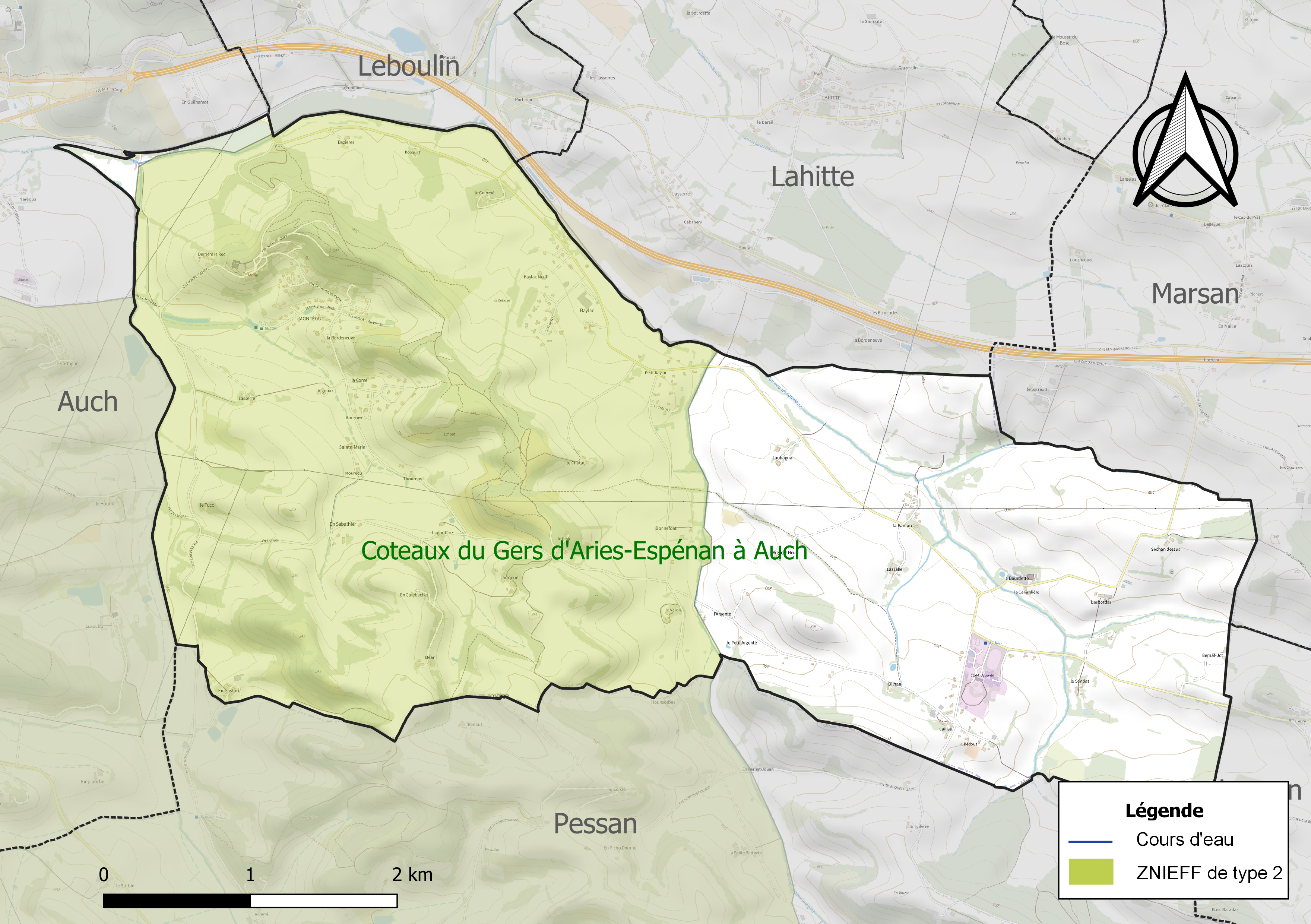
Carte de la ZNIEFF de type 2 sur la commune.

## Urbanisme

### Typologie
Au 1er janvier 2024, Montégut est catégorisée commune rurale à habitat dispersé, selon la nouvelle grille communale de densité à sept niveaux définie par l'Insee en 2022.
Elle est située hors unité urbaine. Par ailleurs la commune fait partie de l'aire d'attraction d'Auch, dont elle est une commune de la couronne,. Cette aire, qui regroupe 112 communes, est catégorisée dans les aires de 50 000 à moins de 200 000 habitants,.

### Occupation des sols
L'occupation des sols de la commune, telle qu'elle ressort de la base de données européenne d’occupation biophysique des sols Corine Land Cover (CLC), est marquée par l'importance des territoires agricoles (91,5 % en 2018), en diminution par rapport à 1990 (94,7 %). La répartition détaillée en 2018 est la suivante : 
terres arables (65,8 %), zones agricoles hétérogènes (13,9 %), prairies (11,8 %), forêts (5,3 %), zones urbanisées (3,2 %). L'évolution de l’occupation des sols de la commune et de ses infrastructures peut être observée sur les différentes représentations cartographiques du territoire : la carte de Cassini (XVIIIe siècle), la carte d'état-major (1820-1866) et les cartes ou photos aériennes de l'IGN pour la période actuelle (1950 à aujourd'hui).

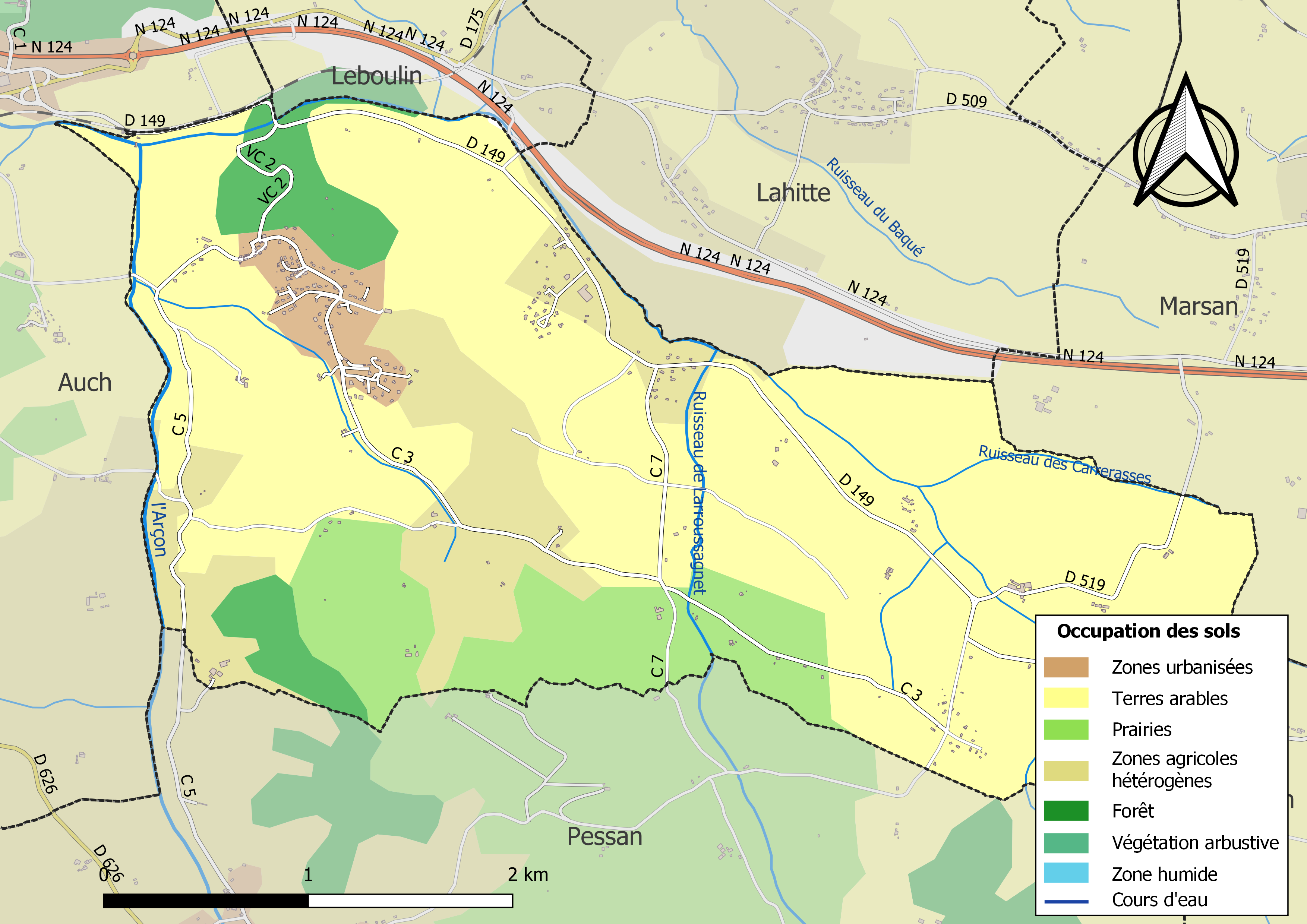
Carte des infrastructures et de l'occupation des sols de la commune en 2018 (CLC).

### Voies de communication et transports
Accès par la route nationale 124 et par la ligne SNCF (ligne de Saint-Agne à Auch) en gare d'Auch ou en gare d'Aubiet.

### Risques majeurs
Le territoire de la commune de Montégut est vulnérable à différents aléas naturels : météorologiques (tempête, orage, neige, grand froid, canicule ou sécheresse) et séisme (sismicité très faible). Un site publié par le BRGM permet d'évaluer simplement et rapidement les risques d'un bien localisé soit par son adresse soit par le numéro de sa parcelle.

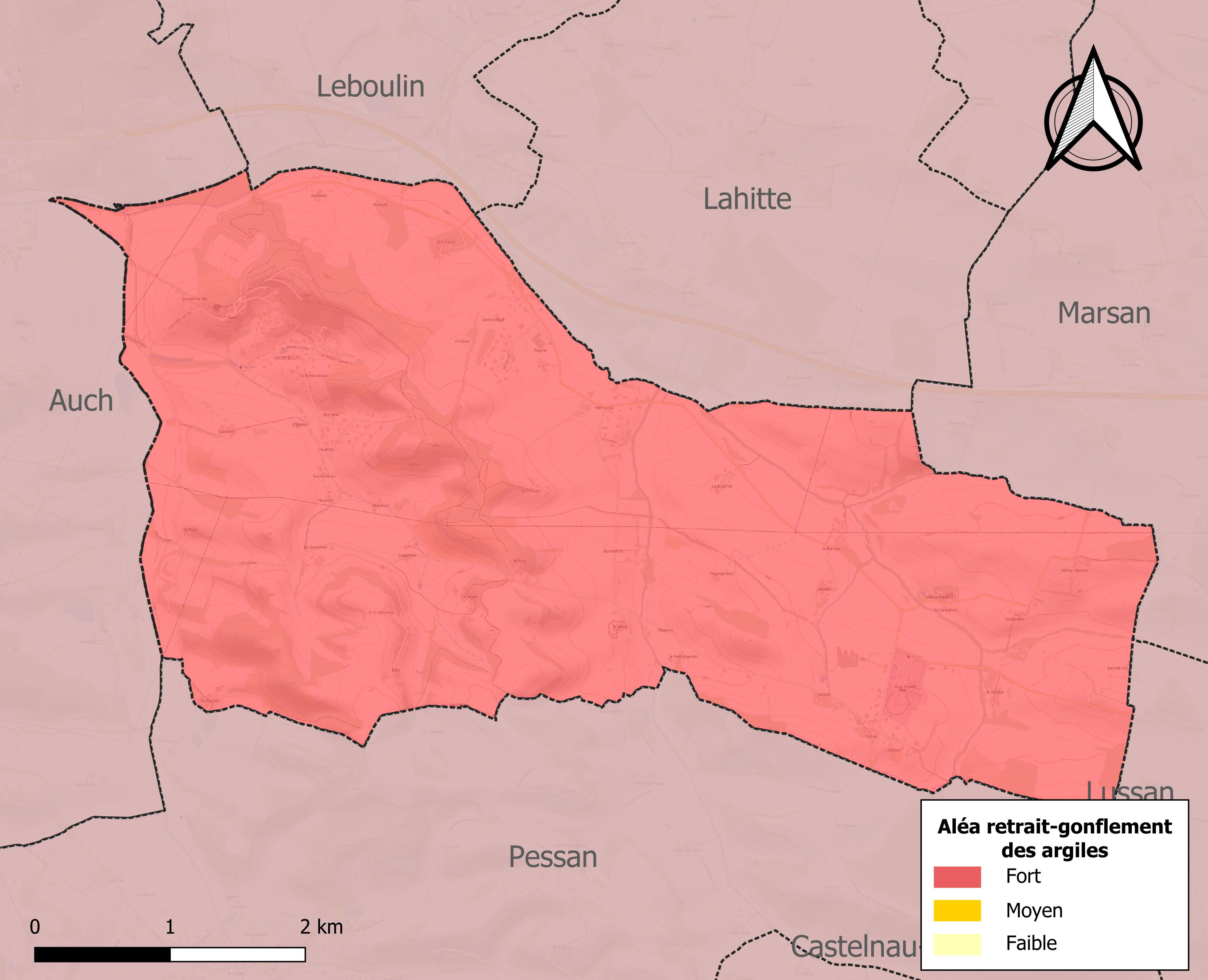
Carte des zones d'aléa retrait-gonflement des sols argileux de Montégut.

Le retrait-gonflement des sols argileux est susceptible d'engendrer des dommages importants aux bâtiments en cas d’alternance de périodes de sécheresse et de pluie. La totalité de la commune est en aléa moyen ou fort (94,5 % au niveau départemental et 48,5 % au niveau national). Sur les 225 bâtiments dénombrés sur la commune en 2019, 225 sont en aléa moyen ou fort, soit 100 %, à comparer aux 93 % au niveau départemental et 54 % au niveau national. Une cartographie de l'exposition du territoire national au retrait gonflement des sols argileux est disponible sur le site du BRGM,.
Par ailleurs, afin de mieux appréhender le risque d’affaissement de terrain, l'inventaire national des cavités souterraines permet de localiser celles situées sur la commune.
La commune a été reconnue en état de catastrophe naturelle au titre des dommages causés par les inondations et coulées de boue survenues en 1999, 2009 et 2020. Concernant les mouvements de terrains, la commune a été reconnue en état de catastrophe naturelle au titre des dommages causés par la sécheresse en 1989, 1991, 1993, 2002, 2003, 2009, 2011, 2012, 2016 et 2019 et par des mouvements de terrain en 1999.

## Toponymie
Situé aux portes d'Auch, Montégut est un village perché autour d'un imposant château (km). C'est la disposition des lieux qui lui a valu son nom, ce dernier lui serait attribué depuis la période romaine ou gallo-romaine (Monte Accuto). En langue gasconne ou occitane, on le retrouve aussi : Mount Agut.

## Histoire
Le village devait être fortifié au Moyen Âge, le portail actuel serait l'ancienne place du pont-levis. Les plus anciennes parties du château datent du XIIIe siècle comme la plupart des châteaux gascons (construits pendant la guerre de Cent Ans). Il a été remanié aux XVe et XVIe siècles, au moment de la Renaissance, pour le rendre plus confortable. La IIIe et dernière période de rénovation se situe aux XVIIIe et XIXe siècles pour donner l'aspect actuel d'un logis rectangulaire avec deux tours carrées et de longues terrasses à balustres le tout entouré d'un jardin à la française. Cette dernière restauration a permis de tripler le volume initial dans un style néogothique propre à cette époque : créneaux, tourelles, mâchicoulis.. Ce bâtiment est privé et ne se visite pas.

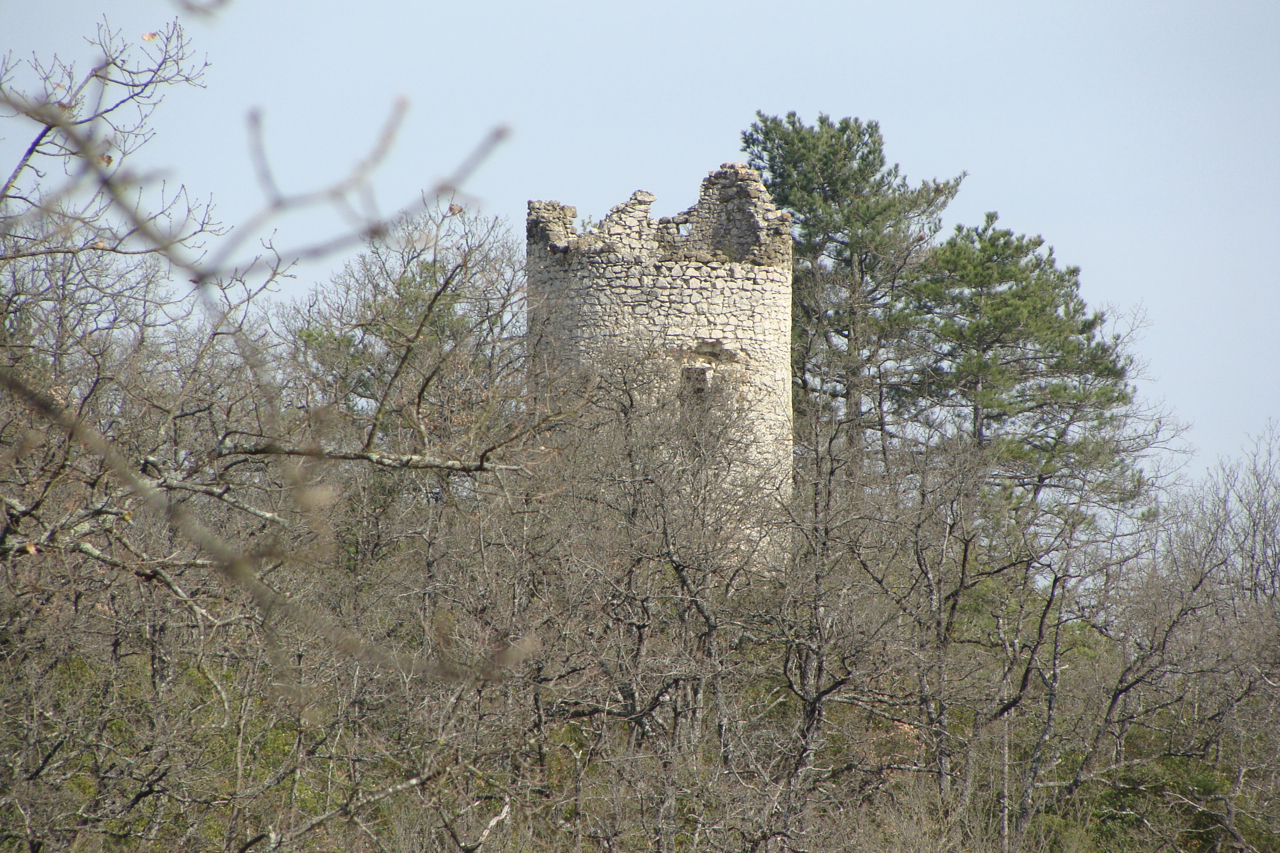
La tour des Fées.

À proximité, sur la commune se trouve le château de Roquetaillade (XIXe siècle) à large façade avec un toit en ardoise comprenant des écuries du XVIIIe siècle. Actuellement, cet édifice est un centre pédiatrique de réadaptation qui appartient à l'ordre souverain de Malte. La chapelle de Roquetaillade est d'aspect roman à l'intérieur on peut y remarquer un bénitier côtelé sur colonne antique et une statue  de saint Jacques datant du XVIIe siècle. La commune est traversée par la voie d'Arles du Pèlerinage de Saint-Jacques-de-Compostelle classé patrimoine mondial de l'UNESCO.
Depuis Roquetaillade, le sentier traverse des paysages remarquables où le climat océanique et le climat méditerranéen se disputent l'influence sur la flore et la faune. Quatre kilomètres plus loin, perché sur un aplomb rocheux, le village se dessine au détour du bois aux Fées dont un ancien moulin porte également le nom (tour des Fées).

## Politique et administration

### Liste des maires
| Période                                  | Période  | Identité          | Étiquette | Qualité           |
| ---------------------------------------- | -------- | ----------------- | --------- | ----------------- |
| an XI                                    | an XI    | Lagardère         |           |                   |
| 1818                                     | 1822     | Lacoste           |           |                   |
| 1822                                     | 1833     | Villeneuve        |           |                   |
| 1833                                     | 1840     | Laborie           |           |                   |
| 1841                                     | 1842     | Vignaux           |           |                   |
| 1842                                     | 1848     | Villeneuve        |           |                   |
| 1848                                     | 1850     | Laborie           |           |                   |
| 1850                                     | 1867     | Bessaget          |           |                   |
| 1868                                     | 1872     | Barada            |           |                   |
| 1873                                     | 1874     | Brouste (adjoint) |           |                   |
| 1874                                     | 1883     | Desmonts          |           |                   |
| 1884                                     | 1884     | Vivent (adjoint)  |           |                   |
| 1885                                     | 1900     | Lantrac           |           |                   |
| 1901                                     | 1912     | Tissier           |           |                   |
| 1913                                     | 1914     | Capdevielle       |           |                   |
| 1916                                     | 1919     | Defrançais        |           |                   |
| 1920                                     | 1929     | Duc               |           |                   |
| 1927                                     | 1929     | Duc               |           |                   |
| 1930                                     | 1947     | Maumus            |           |                   |
| 1948                                     | ...      | Lluell            |           |                   |
| mars 1995                                | 2011     | Roger Tramont     |           |                   |
| octobre 2011                             | En cours | Jérôme Samalens   | DVG       | Ingénieur conseil |
| Les données manquantes sont à compléter. |          |                   |           |                   |

## Population et société

### Démographie
| 1793 | 1800 | 1806 | 1821 | 1831 | 1841 | 1846 | 1851 | 1856 |
| ---- | ---- | ---- | ---- | ---- | ---- | ---- | ---- | ---- |
| 248  | 263  | 241  | 266  | 378  | 328  | 310  | 317  | 282  |

| 1861 | 1866 | 1872 | 1876 | 1881 | 1886 | 1891 | 1896 | 1901 |
| ---- | ---- | ---- | ---- | ---- | ---- | ---- | ---- | ---- |
| 300  | 288  | 274  | 270  | 273  | 256  | 242  | 208  | 202  |

| 1906 | 1911 | 1921 | 1926 | 1931 | 1936 | 1946 | 1954 | 1962 |
| ---- | ---- | ---- | ---- | ---- | ---- | ---- | ---- | ---- |
| 190  | 196  | 186  | 220  | 197  | 190  | 199  | 183  | 182  |

| 1968 | 1975 | 1982 | 1990 | 1999 | 2006 | 2011 | 2016 | 2021 |
| ---- | ---- | ---- | ---- | ---- | ---- | ---- | ---- | ---- |
| 191  | 234  | 311  | 317  | 397  | 462  | 600  | 655  | 616  |

| 2022 | - | - | - | - | - | - | - | - |
| ---- | - | - | - | - | - | - | - | - |
| 588  | - | - | - | - | - | - | - | - |

## Économie

### Revenus
En 2018  (données Insee publiées en septembre 2021), la commune compte 207 ménages fiscaux, regroupant 539 personnes. La médiane du revenu disponible par unité de consommation est de 24 360 € (20 820 € dans le département).

### Emploi
|                | 2008  | 2013  | 2018  |
| -------------- | ----- | ----- | ----- |
| Commune        | 3,8 % | 3,3 % | 5 %   |
| Département    | 6,1 % | 7,5 % | 8,2 % |
| France entière | 8,3 % | 10 %  | 10 %  |

En 2018, la population âgée de 15 à 64 ans s'élève à 409 personnes, parmi lesquelles on compte 71,9 % d'actifs (66,9 % ayant un emploi et 5 % de chômeurs) et 28,1 % d'inactifs,. Depuis 2008, le taux de chômage communal (au sens du recensement) des 15-64 ans est inférieur à celui de la France et du département.
La commune fait partie de la couronne de l'aire d'attraction d'Auch, du fait qu'au moins 15 % des actifs travaillent dans le pôle,. Elle compte 138 emplois en 2018, contre 191 en 2013 et 150 en 2008. Le nombre d'actifs ayant un emploi résidant dans la commune est de 274, soit un indicateur de concentration d'emploi de 50,4 % et un taux d'activité parmi les 15 ans ou plus de 60,5 %.
Sur ces 274 actifs de 15 ans ou plus ayant un emploi, 18 travaillent dans la commune, soit 7 % des habitants. Pour se rendre au travail, 95,6 % des habitants utilisent un véhicule personnel ou de fonction à quatre roues, 1,8 % les transports en commun, 1,8 % s'y rendent en deux-roues, à vélo ou à pied et 0,7 % n'ont pas besoin de transport (travail au domicile).

### Activités hors agriculture
28 établissements sont implantés  à Montégut au 31 décembre 2019. Le tableau ci-dessous en détaille le nombre par secteur d'activité et compare les ratios avec ceux du département,.
Le secteur du commerce de gros et de détail, des transports, de l'hébergement et de la restauration est prépondérant sur la commune puisqu'il représente 35,7 % du nombre total d'établissements de la commune (10 sur les 28 entreprises implantées  à Montégut), contre 27,7 % au niveau départemental.

### Agriculture
La commune est dans le « Haut-Armagnac », une petite région agricole occupant le centre du département du Gers. En 2020, l'orientation technico-économique de l'agriculture  sur la commune est la polyculture et/ou le polyélevage.
|               | 1988 | 2000 | 2010 | 2020 |
| ------------- | ---- | ---- | ---- | ---- |
| Exploitations | 23   | 16   | 11   | 13   |
| SAU (ha)      | 797  | 812  | 734  | 523  |

Le nombre d'exploitations agricoles en activité et ayant leur siège dans la commune est passé de 23 lors du recensement agricole de 1988  à 16 en 2000 puis à 11 en 2010 et enfin à 13 en 2020, soit une baisse de 43 % en 32 ans. Le même mouvement est observé à l'échelle du département qui a perdu pendant cette période 51 % de ses exploitations,. La surface agricole utilisée sur la commune a également diminué, passant de 797 ha en 1988 à 523 ha en 2020. Parallèlement la surface agricole utilisée moyenne par exploitation a augmenté, passant de 35 à 40 ha.

## Culture locale et patrimoine

### Lieux et monuments
- Église Notre-Dame-de-l'Assomption de Montégut.
- Chapelle du cimetière du Monastère.
- Chapelle Saint-Jacques de Roquetaillade.
- Château de Montégut, propriété privée.
- Moulins en ruines.
- Le « bois aux Fées ».
- Chemin d'Arles : chemins de Compostelle - classé Patrimoine mondial de l'UNESCO.
- Petit château de Roquetaillade  (centre de réadaptation fonctionnelle appartenant à l'ordre souverain de Malte) et sa chapelle.
- La bastide de Lassalle, maison d'hôtes dans une demeure dans une ancienne redoute.

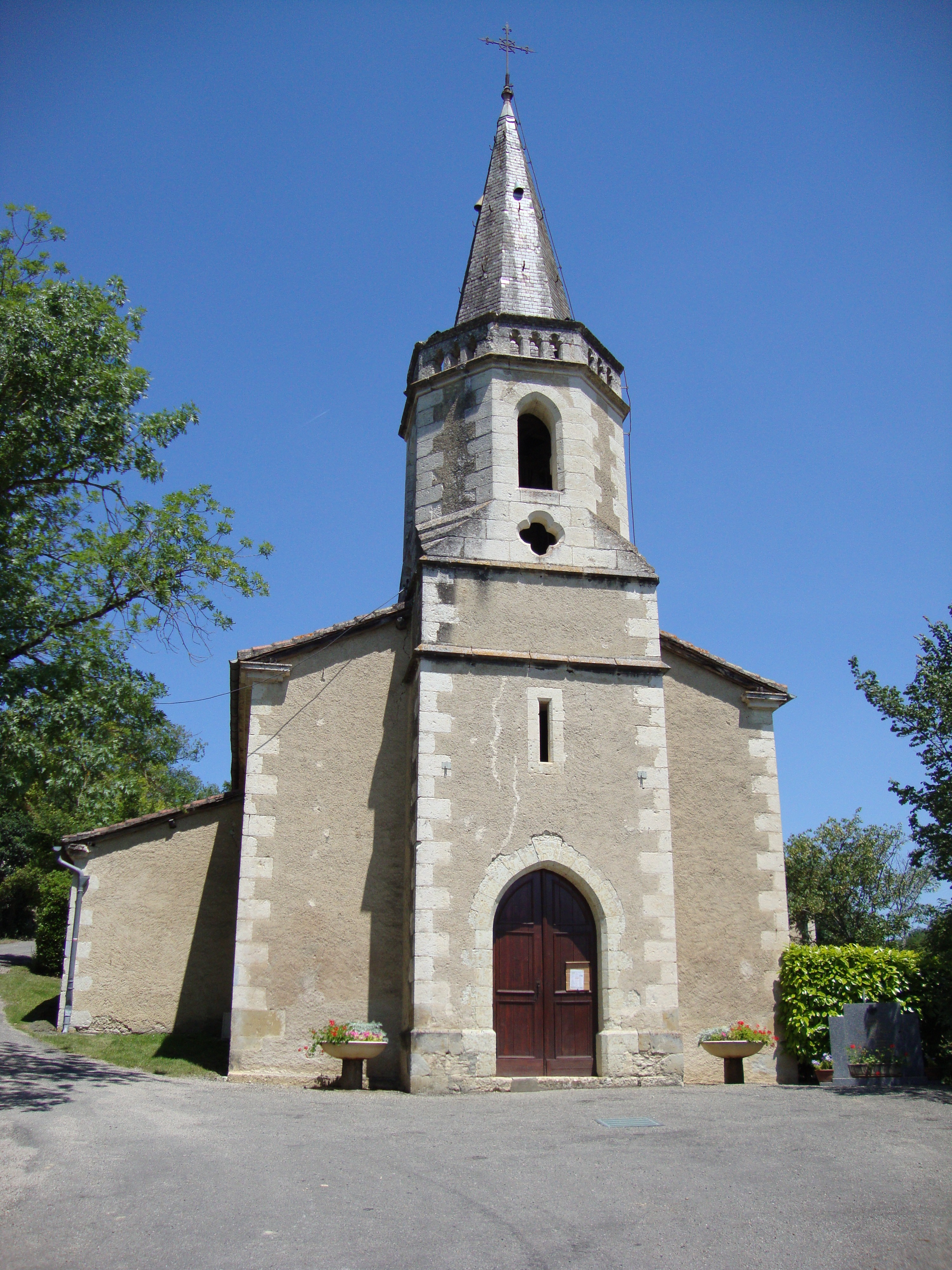
L'église Notre-Dame-de-l'Assomption de Montégut.
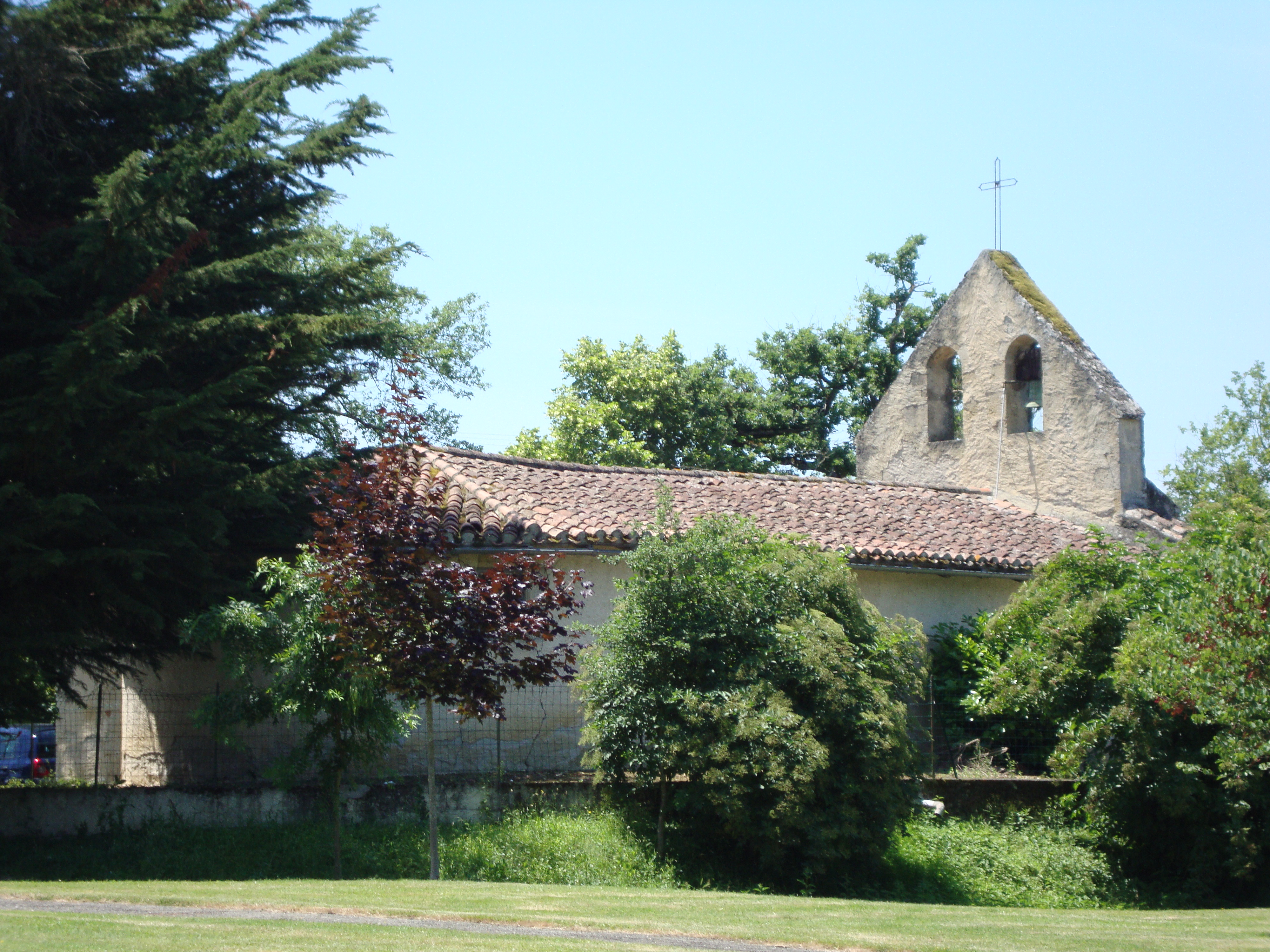
La chapelle Saint-Jacques à Roquetaillade.
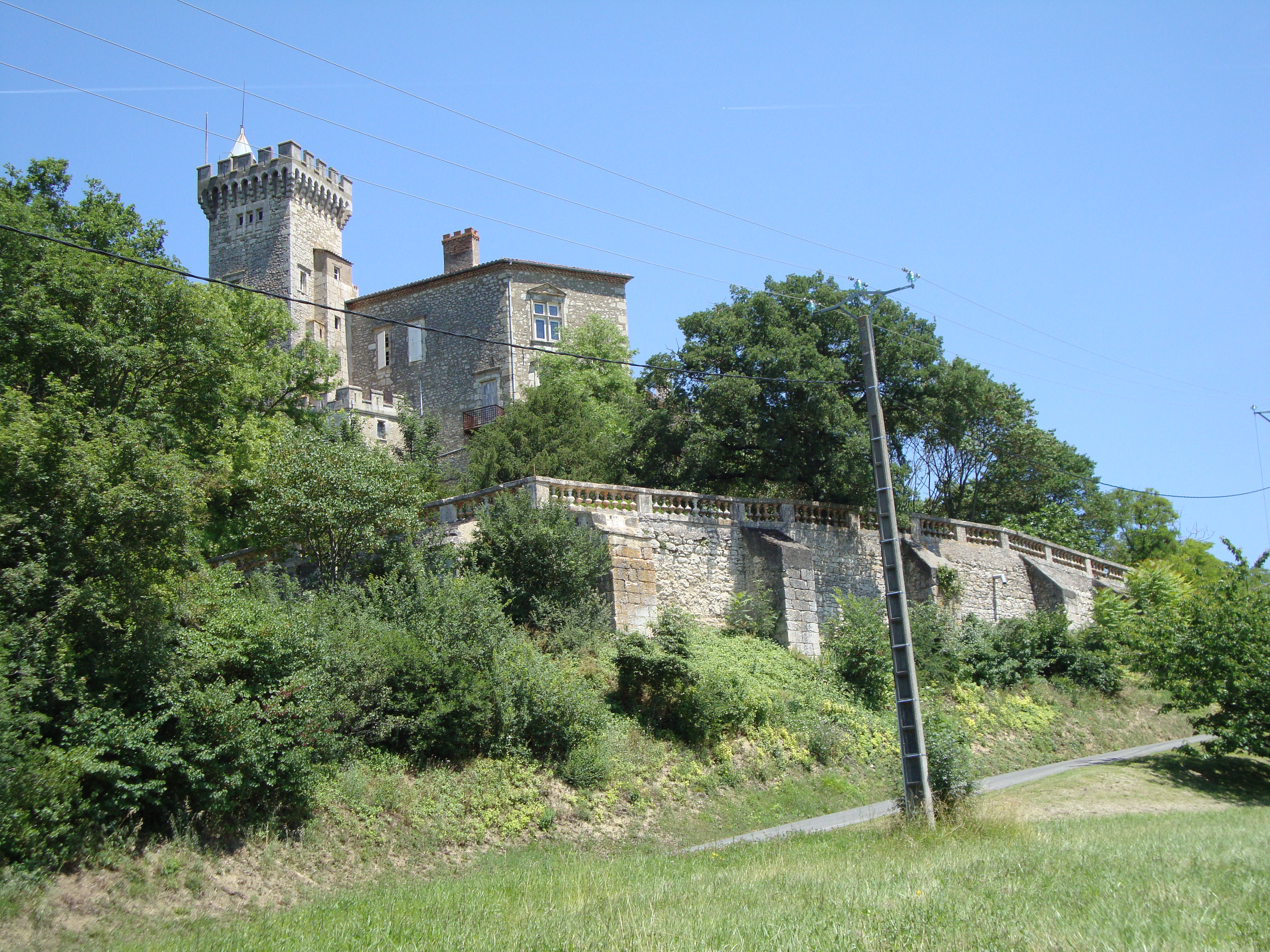
Le château de Montégut.
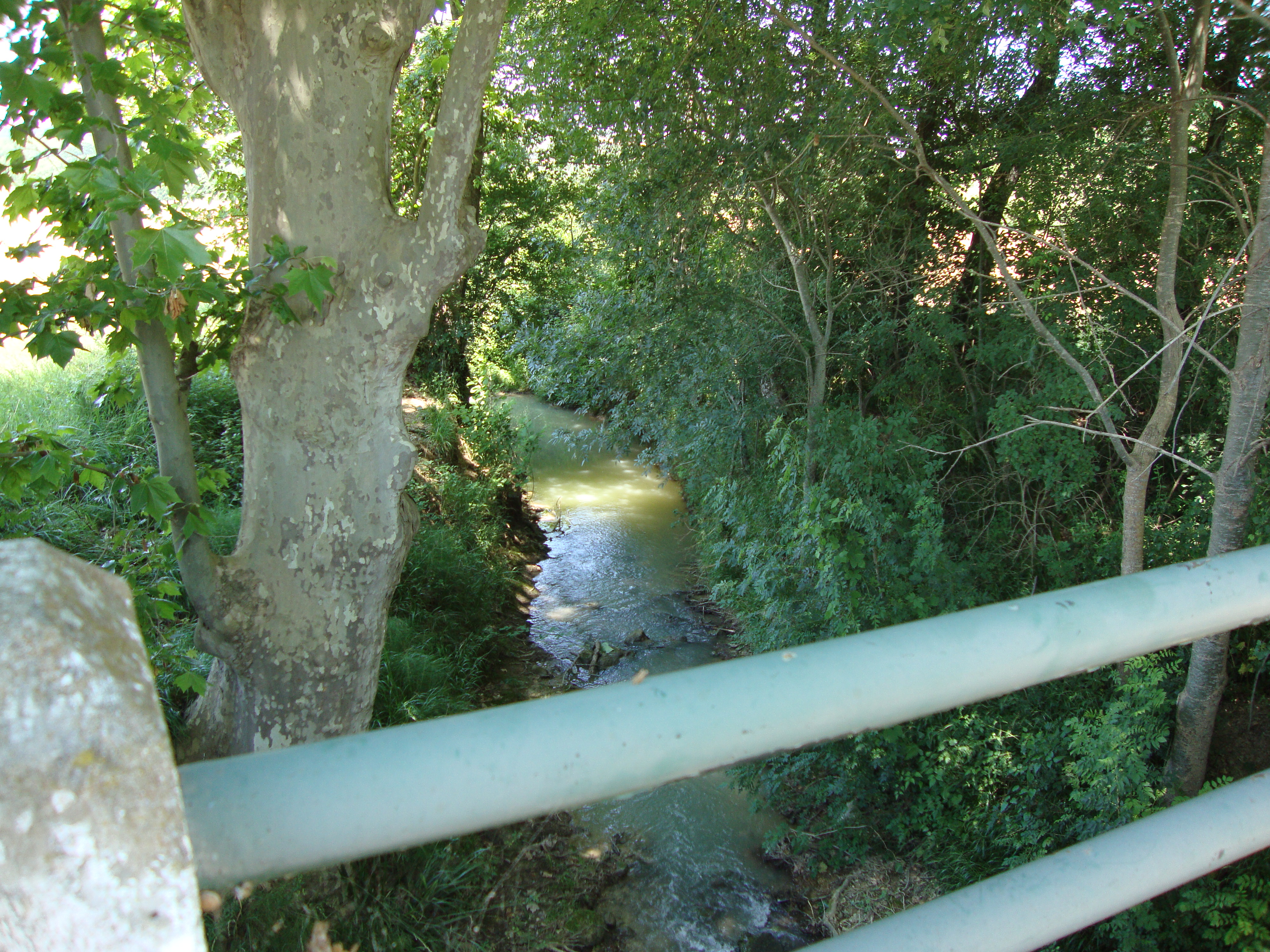
L'Arçon à Montégut.
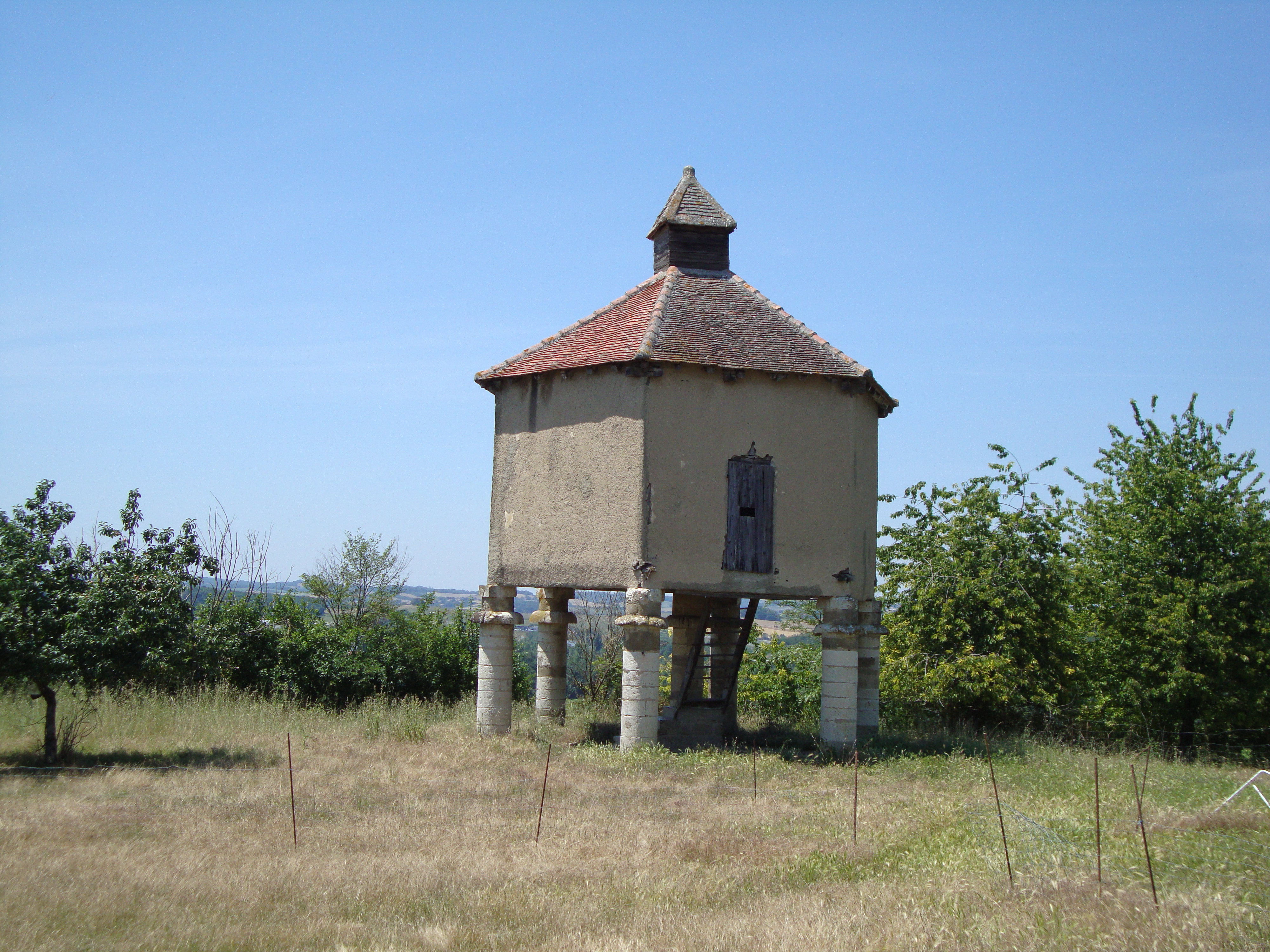
Un pigeonnier à Montégut.

### Personnalités liées à la commune
- Maison de Limoges[pourquoi ?]